# Cybercriminalité au Mali
La cybercriminalité au Mali désigne tout fait illégal commis par le biais d’un système ou réseau informatique ou à travers un système informatique. Elle représente, au mali,  l'ensemble des activités criminelles menées  sur Internet ou d'autres réseaux en ligne. Il s’agit des actes de crimes perpétués en ligne, tels que la fraude en ligne, le vol d'identité, le piratage informatique, l'envoi de courriels malveillants et la diffusion de logiciels malveillants.

## Types courants de cybercriminalité au Mali
La cybercriminalité au Mali touche un large éventail d’infractions qui inclut l’accès illégal à des systèmes informatiques, l’interception de données, la diffusion de contenus illicites, la cyberfraude et bien plus. L'on peut les distinguer en trois catégories notamment la cybercriminalité individuelle, la cybercriminalité gouvernementale et la cybercriminalité contre la propriété.

### Cyberharcèlement
Au Mali,  le cyberharcèlement affecte particulièrement les filles et les jeunes femmes. Le terme «cyberharcèlement» n’est pas clairement défini dans la loi n°2019-056 relative à la répression de la cybercriminalité. Cependant, les sanctions liées aux infractions se rapprochant au harcèlement en ligne, ne sont pas précises dans la loi et varient selon la gravite de la faute allant de cinq à dix ans de prison et une amende de 1 à 10 millions de francs CFA.

### Pirates informatiques
En 2022, des milliers de contribuables maliens ont vu leur données piratées par des groupe de hackeur  russes présenté comme  l’une des franchises de cyber extorsion les plus actives au monde.

## Réponse du gouvernement

### Les sanctions
Pour freiner les infractions commises au moyen des technologies de l’information et de la communication (TIC), le gouvernement malien a adopté, le 5 décembre 2019, la loi du 2019-056 portant répression de la Cybercriminalité. Pour garantir la protection de la vie privée, l'Etat du Mali  protège la confidentialité des communications en vertu de la loi portant protection des données à caractère personnel de 2013.
Au Mali, la cybercriminalité est sanctionnée par la loi et les peines encourues vont de  2 mois à 5 ans ou d'une d'une réclusion de 5 à 10 ans et d'une amande de 100 000 Franc CFA à 200 000 000 F CFA.

### Pôle National de Lutte contre la Cybercriminalité
C'est une juridiction à compétence exclusive et transnationale dont la mission est d'engager les procédures en lien avec la cybercriminalité. Il est chargé déterminer les modalités de poursuite, d’instruction et de jugement contre la cybercriminalité. Il est soutenu dans sa dimension parquet par une Brigade spécialisée de lutte contre la cybercriminalité,.

## Faits de cybercrimes au Mali
En août 2022, des pirates informatiques russes auraient fraudé des données de de 312.000 contribuables  de la Direction Générale des impôts du Mali.
En février 2023, la Bank of Africa au  Mali a été  victime d’un cyberattaque considéré comme l’un des plus grands piratages visant une institution bancaire. Cette fraude a visée  des documents confidentielles, des données et informations personnelles sur les comptes des clients.